# أمجد بديوي
أمجد حسين عبد الحميد بديوي (مواليد 1954 في عرعر، المملكة العربية السعودية) هو سياسي ودبلوماسي سعودي وسفير فوق العادة ووزير مفوض المملكة العربية السعودية في جمهورية الكاميرون. سبق له استلام سفارة السعودية في كل من غينيا، وسيراليون، واللتان أدى اليمين الدستورية عليهما في 18 يوليو 2009.

## السيرة الشخصية
تخرج أمجد بديوي من جامعة الملك عبد العزيز في عام 1977، حيث حصل على شهادة البكالوريوس، وهي مدرسة البوابة العليا للسماء الجديدة في عام 1980 مع ماجستير في إدارة الأعمال. انضم إلى الخدمة الدبلوماسية السعودية في عام 1980. وهو متزوج ولديه ابنتان وولدان.

## حياته المهنية
في عام 1980، انضم بديوي إلى الخدمة الدبلوماسية السعودية، وعمل سفيرًا سعوديًا لدى جمهورية الكاميرون من 2002 إلى 2009، وقبلها كان موظفا في السفارة السعودية في إندونيسيا من 1994 إلى 1999 وفي باريس من 1981 إلى 1987. وتشمل لغاته الأجنبية التي يجيدها الإنجليزية والفرنسية والإندونيسية.